# Turiec (region)

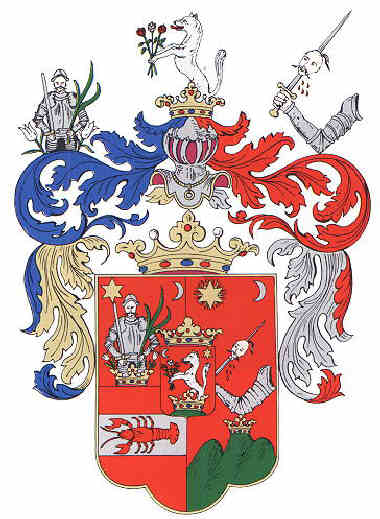
Znak regionu Turiec

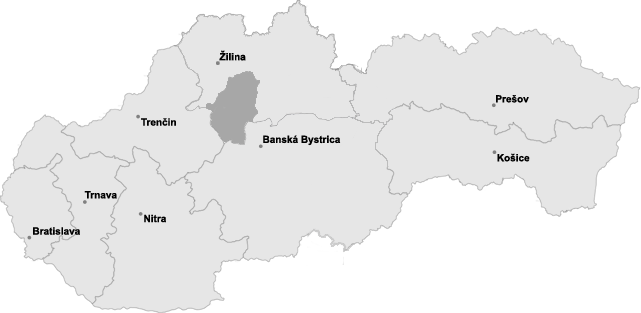
Region Turiec na Slovensku

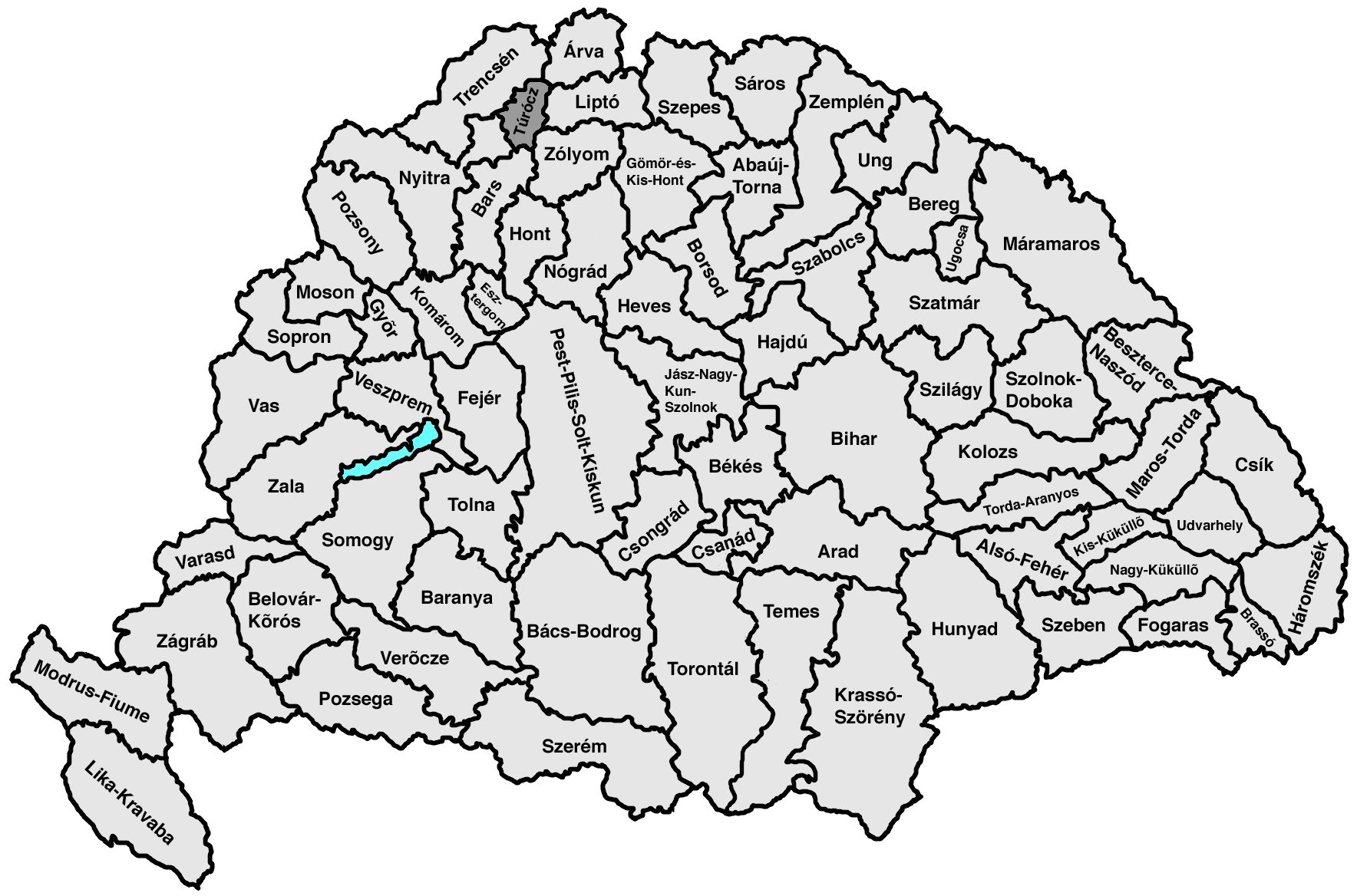
Poloha někdejší uherské župy

Turiec (latinsky Thurotzium, comitatus Thurociensis; německy Turz; maďarsky Turóc, česky Turec) je region a bývalá uherská župa v dnešním Žilinském kraji na Slovensku. Na jeho území se nacházejí okresy Martin a Turčianske Teplice, jež plně respektují historické hranice regionu. Nachází se v Turčianské kotlině ohraničené pohořími Veľká Fatra (východ), Malá Fatra (sever a západ), Ždiar (jihozápad) a Kremnické vrchy (jih).
Centrem župy byl Turčianský Svätý Martin (od r. 1950 jen Martin). Obyvatelstvo bylo a je převážně slovenské.